# 宽体高架电车

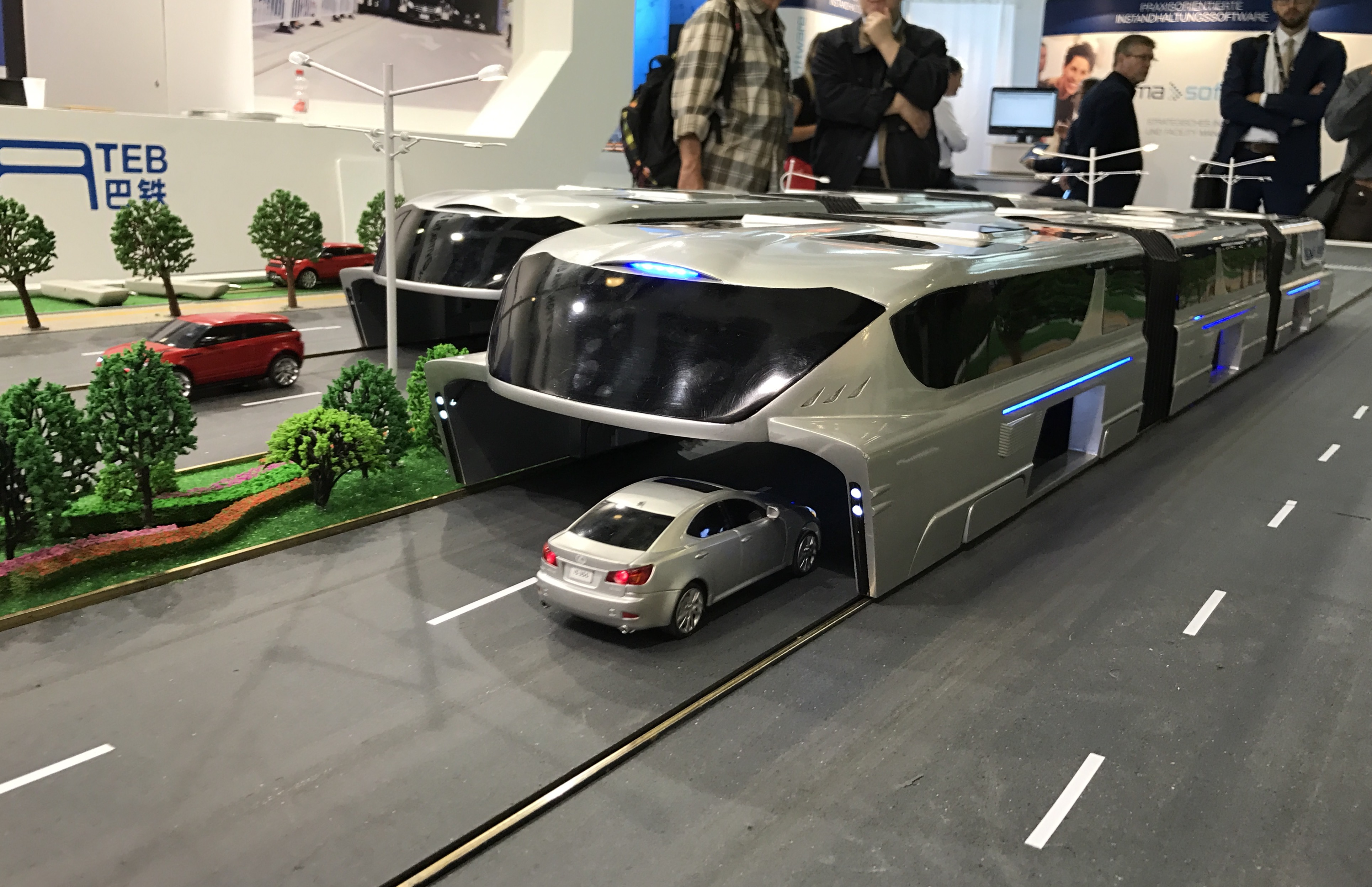
TEB的模型圖

立體巴士，後又稱巴铁或立體快巴，也稱宽体高架电车，是一種設計与雙體船近似的巴士。其设计高度4.0至4.5米，兩翼架在公路兩旁，車廂懸高兩米，寬度橫跨兩條行車線，使其足以讓2米以下的道路車輛在其底部雙線行車，乘客則從升高的月台登車，预计時速60公里，可容納1200人至1400人同時乘搭。深圳華世泊車設備公司指其興建40公里路段及巴士的成本約為5億元人民幣，造價僅為興建鐵路的10%。巴士由電纜及頂部太陽能板驅動，在道路上不產生尾气排放。该创意最早由美国人于1969年提出，但未能实现。
在巴铁計劃中，巴士設有感應狀置，當要轉彎時，可要求後面的車輛暫停，若下方車輛高於兩米，亦會發出警報。立體快巴被《時代雜誌》選為2010年50個最佳發明。
2016年5月，在北京國際科技產業博覽會上，该设计由巴鐵科技公司以「巴鐵」之名亮相，並宣稱最快于2016年8月在河北省秦皇島市北戴河區建造實驗線路。该消息被全球众多媒体纷纷转载，但不久后该项目爆出众多争议问题和疑点。2017年6月，北戴河區政府宣布将拆除巴铁的实验道路。
2017年6月28日至30日，巴铁投资公司董事长白志勇等32名犯罪嫌疑人因涉嫌非法集资活动被刑事拘留。

## 巴鐵一號
2016年8月2日，「巴鐵1號」試驗車在河北省秦皇島市北戴河區開始啟動綜合試驗，包括刹車距離、摩擦係數、耗電等、檢驗車和路、人和車的關係。它的設計製造廠「巴鐵科技發展有限公司」宣稱：「『巴鐵』是一種新型的大運量公共交通工具，設計適用於城市主幹道路面的上空，依靠電力驅動，採用大運量寬體高架電車設計，隆起的架構設計上層載客，下層鏤空部分可以正常行駛高度2米以下的車輛。」根據報導，巴鐵1號試驗車為一節車廂，車長22米，寬7.8米，高4.8米，額定載客數為300人。車廂內有55個座位，乘客區設有20根豎立扶手，滿足高峰時段不同身高站立乘客的需求。同時，車體配備多個液晶電視螢幕，方便各個角度的乘客觀看。此外，還安裝了4個動態地圖，便於乘客查看整個城市的交通狀況。巴鐵列車與勞爾電車一樣需要一直依靠路軌行駛，不能獨自離開軌道，此外駕駛室不設方向盤。

## 争议
该项目曾于入选2010年《时代杂志》所评年度50大最佳发明之一。美国《休斯顿邮报》说“立体巴士如果研发成功，这将是人类最具创新精神的公共交通解决方案。但6年前该企业的宣传与设计与跟如今相同。“立体快巴”总工程师宋有洲在人民网的视频采访中表示，这个项目的投资成本只需每100公里100亿元人民币。而在六年前，其就曾在《纽约时报》的报道中表示该项目需要每5000米5000万元，两者相比，相当于其成本预估在六年时间内基本不变。
2010年，宋有洲当时在《纽约时报》的电话采访中透露说，立体快巴项目将在2011年在北京市门头沟区试运营。但到2011年，北京市门头沟区负责人则对媒体表示：“立体快巴仅仅是研究性项目，没有这回事。”2016年，宋有洲拿出了一个“缩小模型”，而其设计方案与2010年相比几乎丝毫不差。在关于“与底部汽车速度不同导致撞车”的安全质疑上，六年前他就说，车本身带红绿灯，与路口信号灯联动，协调直行与转弯问题；而在人民网视频中其则表示，通过GPS与路口信号灯联动，两者效果基本相似。但实际上亦有业内人士认为，巴士下面的车辆基本没有余光看到信号灯，这种设计存在隐患，同时，只要有一部车辆撞上侧栏，就会导致整条道路瘫痪。针对此问题，宋有洲在新的方案里加入了“防刮蹭”护栏。“‘站’与‘站’之间大概一公里，设置30公分高护栏，保持轨道独立空间。”，宋永洲如是表示。但如果公交系统每1公里就有一个停车站，消耗成本不低。
宋曾表示今年7月份在秦皇岛试行1公里，但是秦皇岛交通运输局相关负责人说他自己也是在新闻上看到关于八月份试运营的消息。“但当地政府确实牵头这个项目，不过轨道交通的规划和建设是十分谨慎的，还没有真正落实到交通运输局。”
此外，搜狐网指出，华赢凯来可能捆绑了“巴铁”项目的投资理财产品，骗取轻信媒体的老年人来“投资”以及风险投资资本。

## 拆除
由於光是要讓巴鐵轉彎至少就需要雙向22車道寬的道路，故巴鐵於城市中根本沒有空間使用鋼軌運行，再加上起底部最極限也只能容納轎車通過，只要遇上中大型車輛即完全無法相容，故此該計劃最終被視為天方夜譚。加上非法投資疑雲等情形下，北戴河官方已於2017年6月21日決定將巴鐵予以拆除。而“巴铁之父”、「北京華贏凱來資產管理有限公司」（巴鐵投資公司）董事长白志明辩称，此次不是拆除而是“转移”，未来将在其他国家和城市试验以及标准化生产，但细节不能透露。

## 涉非法集资
2017年7月2日，北京市公安局东城分局发文称，已就“北京华赢凯来资产管理有限公司”（巴铁投资公司）从事非法集资活动的情况立案侦查并调查取证，6月28日至30日已将董事長白志明等32名嫌疑犯逮捕归案，后续调查工作进行中。